# Skworczyk wulkaniczny
Skworczyk wulkaniczny (Aplonis ulietensis) – gatunek średniej wielkości ptaka z rodziny szpakowatych (Sturnidae). Znany wyłącznie z wyspy Raiatea (Polinezja Francuska). Został odkryty w 1774, nie był już później notowany. Wymarły.

## Taksonomia
Po raz pierwszy gatunek opisał naukowo Johann Friedrich Gmelin w 1789. Skworczyk wulkaniczny znany jest z ilustracji akwarelą Georga Forstera z 1774 oraz opisów Johanna Reinholda Forstera i Lathama, które dotyczyły samicy odłowionej pod koniec maja 1774 na wyspie Raiatea podczas drugiej podróży Jamesa Cooka. Okaz ten zaginął; w momencie opisania go przez Lathama (1783) znajdował się w kolekcji Josepha Banksa. Skworczyk wulkaniczny nie jest uznawany przez Międzynarodowy Komitet Ornitologiczny. Nie jest również uwzględniany w bazie Integrated Taxonomic Information System. Był przedmiotem systematycznych kontrowersji. Richard Bowdler Sharpe znalazłszy nieoznakowany okaz w Muzeum Historii Naturalnej w Londynie próbował go połączyć z ilustracją Forstera; później okazało się jednak, że jest to odrębny gatunek – skworczyk skromny (A. mavornata) pochodzący z Mauke.

## Morfologia
Według Lathama długość ciała skworczyka wulkanicznego wynosiła około 22 cm (8,5 cala). Upierzenie było ogółem rdzawobrązowe, lotki miały popielate krawędzie. Spód ciała ochrowy. Ogon był popielaty, zaokrąglony, sterówki z brązowymi krawędziami. Nogi ciemnoszare. Język był na końcu rozwidlony, pokryty wypustkami. Dziób był szary. Według Lathama dziób miał na końcu wcięcie, nie wspomniał o tym jednak Forster i nie widać tego na jego ilustracji.

## Status
IUCN uznaje skworczyka wulkanicznego za gatunek wymarły (EX, Extinct). Nie był notowany po 1774. Andrew Garret prowadził poszukiwania w 1850, jednak wtedy ptaków nie było już na wyspie. Za wymarcie odpowiadają najpewniej zawleczone na wyspę szczury.